# Bushell Bluff
Das Bushell Bluff ist ein Felsenkliff an der Rymill-Küste des Palmerlands auf der Antarktischen Halbinsel. Es ragt unmittelbar südlich des Norman-Gletschers am George-VI-Sund auf.
Das UK Antarctic Place-Names Committee benannte das Kliff 1976 nach Anthony Norman Bushell (* 1943), Assistent des British Antarctic Survey auf der Station am Fossil Bluff von 1969 bis 1970.